# Улица Скрыпника (Харьков)
Улица Скрыпника — улица города Харькова, расположенная в Киевском административном районе. Начинается от Сумской улицы и идет на восток к улице Григория Сковороды. От нее начинается улица Гоголя, дальше она пересекается с Чернышевской улицей. В начале улицы Скрыпника, с нечётной стороны, расположен Сквер Победы. Движение одностороннее, направление — от Григория Сковороды до Сумской.

## История и название
Возникновение улицы относят ко второй половине XVIII века. На северной стороне улицы в то время находились ров и вал, там пролегала граница города. Далее начиналось Мироносицкое кладбище, официально закрытое в 1803 году, но умерших хоронили на нем еще тридцать лет.
В нач. XIX век секретарь городской думы Сердюков построил на улице собственное здание. Поэтому улица получила название Сердюковского переулка.
В конце 1840-х по распоряжению генерал-губернатора Кокошкина последние надгробные памятники снесли. На месте бывшего кладбища устроили Мироносицкую площадь, на которой по праздникам проходили народные гуляния. Сам Сердюковский переулок застраивался очень медленно — в 1881 году на нем стояло только три дома, уличное освещение, водопровод и мощение дороги отсутствовали.
Активная застройка улицы началась уже в XX веке. В 1925 году был открыт Дом работников образования (ныне Дом учителя). В 1929 году — Клуб работников связи. В разное время здесь размещались Дом офицеров, Клуб почтовиков, БК связи. В 1954 году из этого здания транслировали первую в Украине передачу Харьковского любительского телецентра.
В 1930-е годы на месте Мироносицкой площади и расположенной на ней Мироносицкой церкви было построено троллейбусное депо. В 1946 году депо расформировали, а на его месте был разбит сквер, который носит название «Победа».
С 1936 года переулок носил второе название — Народного просвещения, но местные жители не использовали его. Во время немецкой оккупации Харькова нацистские власти зафиксировали в документах городской управы название «Сердюковский переулок». После освобождения Харькова на время переулку вернули название «Народного образования», а в 1962 году переулок стал улицей, названной в честь М. А. Скрипника, советского общественного и политического деятеля.

## Дома
- Дом № 4 — Памятник архитектуры Харькова, жилой дом нач. XX века, архитектор неизвестен.
- Дом № 6 — В этом доме жил украинский поэт Роберт Третьяков, в честь которого на фасаде установлена мемориальная доска.
- Дом № 7 — Центр культуры Киевского района[1]. Бывший Дом Культуры работников связи, построенный в 1927—1930 годах по проекту арх. О. Г. Молокина.
- Дом № 9 — На карте Харькова номер дома — 9, на табличке указан номер 7. Памятник архитектуры, особняк 1897 год, архитектор А. Н. Бекетов.
- Дом № 14 — «Дом учителя» Харьковского областного совета[2].

## Изображения

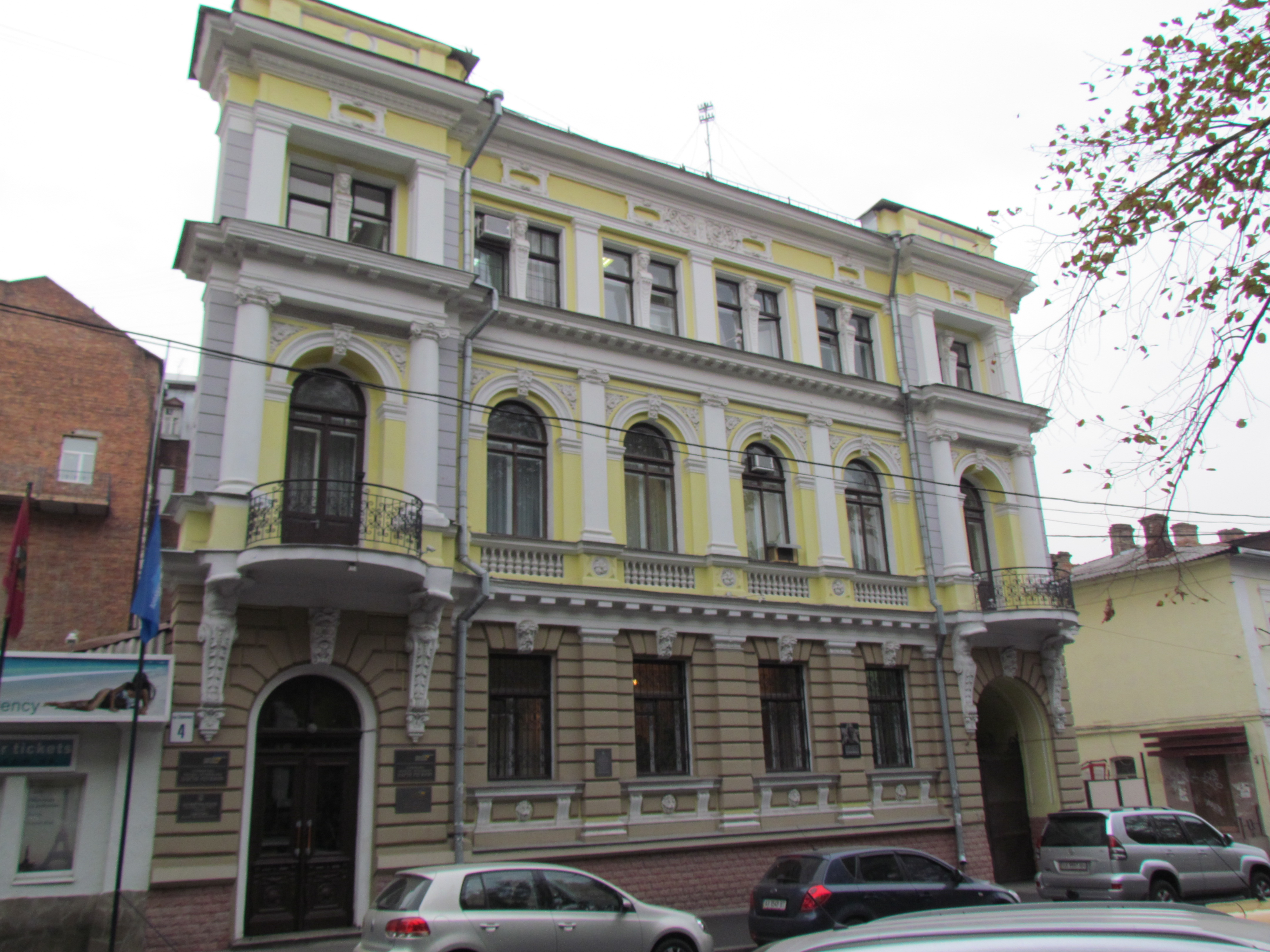
Дом № 4
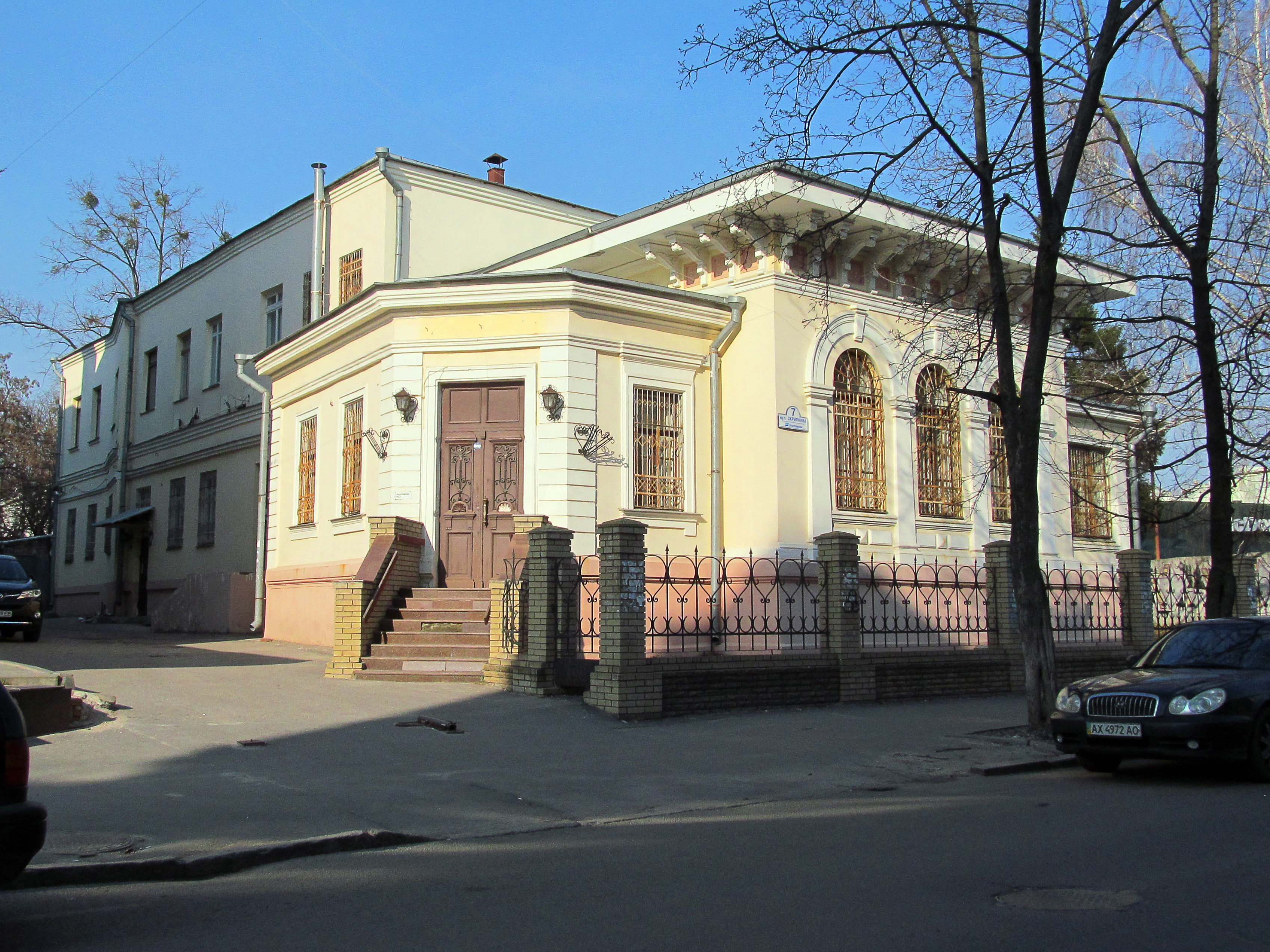
Дом № 7 (9)
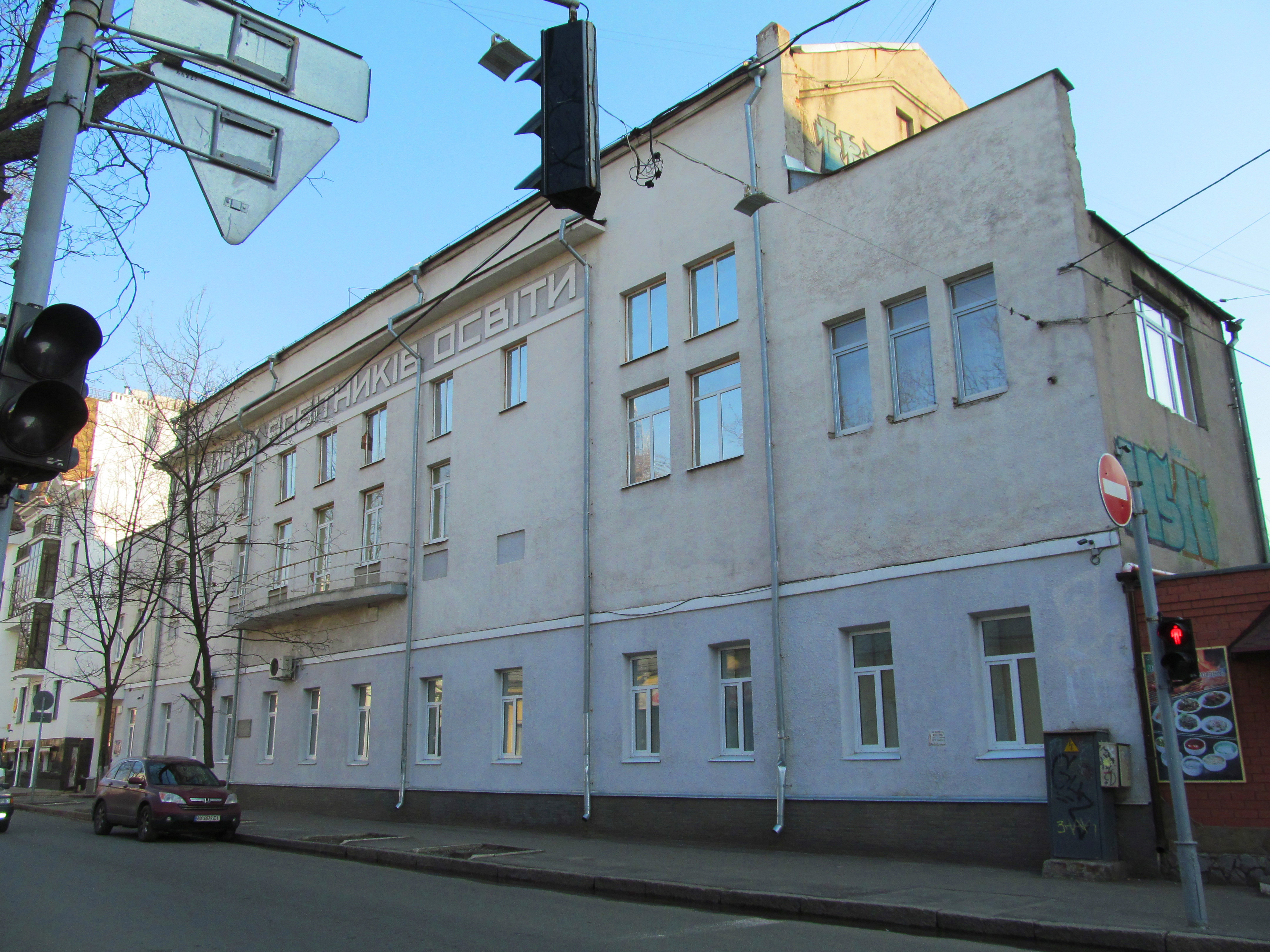
Дом № 14 (Дом учителя)